# Двигатель Nissan BD
Nissan BD — рядный четырёхцилиндровый дизельный двигатель внутреннего сгорания производства Nissan.

## BD25
- Объём: 2,5 л (2493 см3)[1]
- Мощность: 60 кВт (81 л. с.) при 4300 об/мин

### Применение
- Nissan D21 Pickup
- Nissan Atlas

На Филиппинах двигатель BD25 применялся в пикапах  Ultra Power и Eagle.

## BD30
- Объём: 3,0 л (2953 см3)[2][3][4]
- Мощность: 74 кВт (99 л. с.) при 3800 об/мин
- Крутящий момент: 216  Н⋅м при 2000 об/мин

### Применение
- 1995 Nissan Atlas (H40 и H41)
- 1990—2009 BMC Levend
- Лёгкие коммерческие автомобили Nissan Motors и BMC

## BD30TI
- Мощность: 78—88 кВт (105—118 л. с.)

### Применение
- 1997—2007 Nissan Cabstar F23

## BD30TI (110 л. с.)
- Мощность: 80 кВт (110 л. с.) при 3600 об/мин
- Крутящий момент: 262 Н⋅м при 2100 об/мин

### Применение
- 2000—2006 Nissan Atleon (Испания)